# Lophothericles malawi
Lophothericles malawi är en insektsart som beskrevs av Marius Descamps 1977. Lophothericles malawi ingår i släktet Lophothericles och familjen Thericleidae. Inga underarter finns listade i Catalogue of Life.